# 魏建華
魏 建華（ぎ けんか、ウェイ・ジエンフア、1979年3月23日）は、中国の女子陸上競技選手。専門はやり投。山西省晋中市出身。
2000年8月18日、北京市内の大会でやり投げ63m92の記録を樹立し、当時の国内記録およびアジア記録となっている。2000年にはシドニーオリンピックに出場している。